# Luis von Ahn

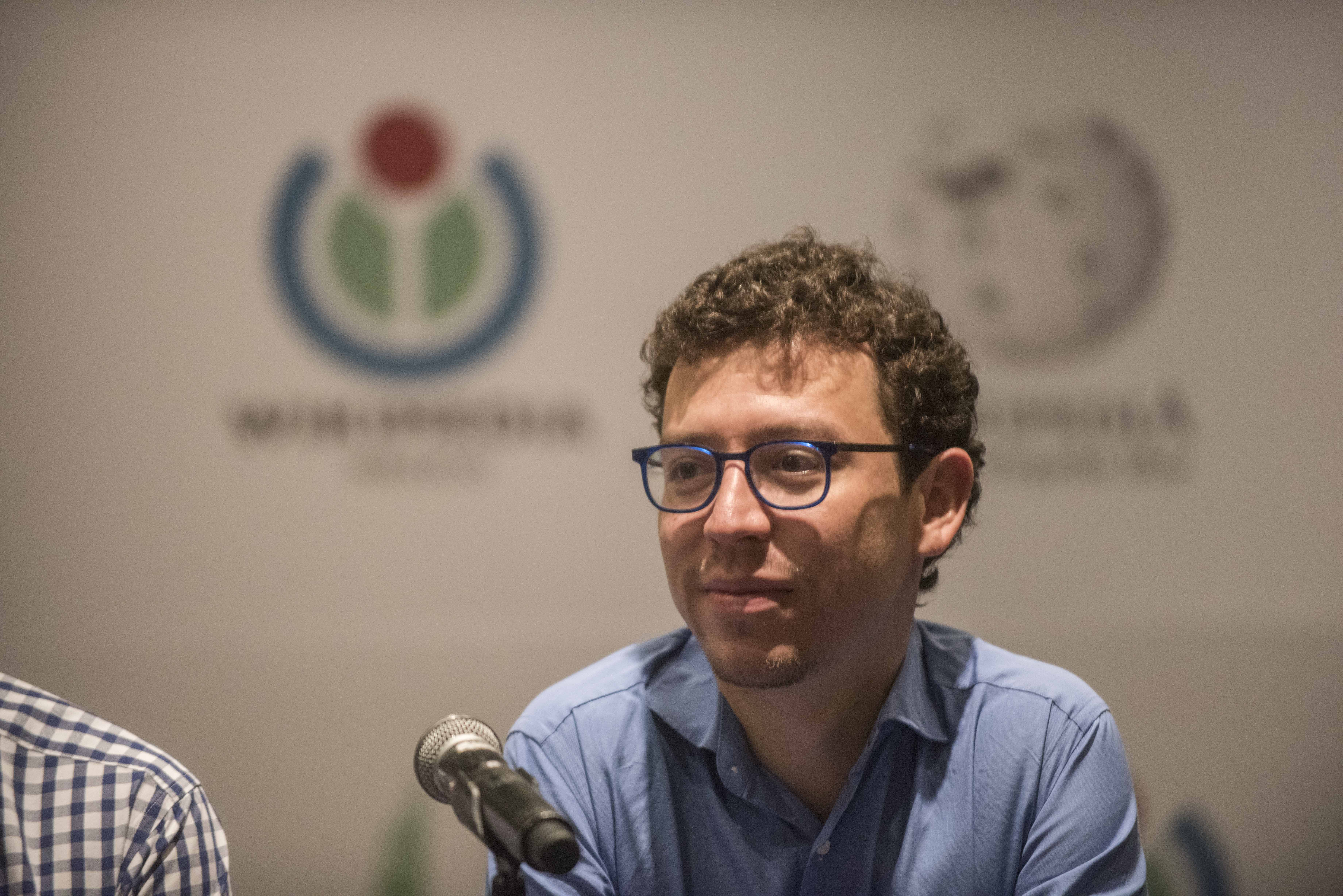
Luis von Ahn tijdens Wikimania (2015)

Luis von Ahn (Guatemala-Stad, 1978) is een Guatemalteekse computerwetenschapper en ondernemer. Hij is de bedenker van Captcha en Duolingo.
Daarnaast is hij docent aan de Carnegie Mellon University.

## Eerbetoon
- opgenomen in "50 biggest brains in science" van Science Magazine en Discover
- opgenomen in  "50 invloedrijkste mensen in wetenschappen" van Silicon.com
- opgenomen in lijst van "young innovators under 35" van MIT Technology Reviews
- 2006 - MacArthur Fellowship[1]
- 2007 - Microsoft New Faculty Fellowship
- 2009 - David and Lucile Packard Foundation Fellowship
- 2009 - Sloan Fellowship
- 2012 - Presidential Early Career Award for Scientists and Engineers[2]